# Provinz Iwase

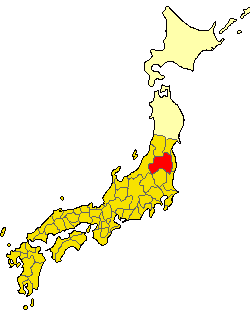
Provinz Iwase (718)

Iwase (jap. 石背国, Iwase no kuni) war eine kurzlebige Provinz Japans während der Nara-Zeit. Sie entspricht dem mittleren und westlichen Teil der heutigen Präfektur Fukushima.

## Geschichte
Die Provinz entstand gemeinsam mit der Provinz Iwaki im 5. Monat 718 als Abtrennung von der Provinz Michinoku (Mutsu). Zwischen 722 und dem 3. Monat 724 wurde sie wieder der Provinz Michinoku zugeschlagen.
Analog zur Provinz Yamashiro (山背国) geht man davon aus, dass im 7. Jahrhundert das Kanji 背 nicht wie üblich se, sondern shiro ausgesprochen wurde.
1868 wurde die Provinz Iwashiro gegründet, die ungefähr das gleiche Gebiet umfasste und deren Name, wenn auch mit anderen Kanji geschrieben, sich vom vermuteten der Provinz Iwase ableitet.

## Gliederung
Die Provinz war in 5 Bezirke (kōri) untergliedert:
- Aizu (会津郡, Aizu no kōri)
- Asaka (安積郡, Asaka no kōri)
- Iwase (石背郡, Iwase no kōri)
- Shirakawa (白河郡, Shirakawa no kōri)
- Shinobu (信夫郡, Shinobu no kōri)